# Medalha do Mérito Alvorada
A Medalha do Mérito Alvorada é uma comenda brasileira. Outorgada pelo governador do Distrito Federal, destina-se a agraciar personalidades civis, eclesiásticas ou militares que contribuíram para o progresso do Distrito Federal.

## História

O governador Hélio Prates em 1971. Foi Prates quem, através de decreto, estabeleceu a Medalha do Mérito Alvorada

A Medalha do Mérito Alvorada foi criada pelo Decreto nº 1.435, de 27 de agosto de 1970, pelo governador Hélio Prates; posteriormente, o decreto foi alterado por vários outros. Em 2000, o Decreto nº 21.504 referiu que a medalha destina-se a "agraciar personalidades civis ou militares que hajam, de modo relevante, contribuído para o progresso do Distrito Federal, por meio de atividades artísticas, assistenciais científicas, comerciais, culturais, esportivas, industriais, de administração pública, de divulgação, de ensino, de saúde, de segurança."
A medalha é entregue pelo governador do Distrito Federal, sendo de sua responsabilidade a escolha da data. A concessão da comenda é realizada mediante proposta ao governador pelo Conselho da Medalha do Mérito Alvorada, composto por oito secretários de Estado e chefes de instituições públicas. O conselho realiza suas reuniões ordinárias no mês de agosto, podendo ocorrer a convocação, pelo governador, de reuniões extraordinárias a qualquer momento. É presidido pelo secretário de Infraestrutura e Serviços Públicos e seus membros são agraciados com a distinção, independentemente de proposta neste sentido.

## Características
Em 2008, o Decreto nº 29.463, assinado pelo governador José Roberto Arruda, estabeleceu as características da medalha. De acordo com este decreto, sua insígnia é uma "peça no formato do Brasão do Distrito Federal (Coluna de Brasília), de 5,5 cm x 4,5 cm, de 3 cm de espessura (a contar do relevo), em metal prateado fosco, tendo no anverso em alto-relevo prateado brilhoso o escudo quadrangular com a Cruz de Brasília, formada por quatro setas que partem do centro em direção aos quatro pontos cardeais. Acima do escudo, uma coroa mural adaptada ao estilo dos pilotis da cidade e, abaixo, a divisa em latim Venturis Ventis. No reverso, em alto relevo prateado brilhoso a inscrição Mérito Alvorada e, logo abaixo, DF. Suas dimensões variam de acordo com as especificações das peças que compõem o estojo da medalha."

## Premiados
Não há um determinado número de agraciados com a Medalha do Mérito Alvorada. Em 2010, o governador Arruda a concedeu para 170 pessoas. Em 2018, o governador Rodrigo Rollemberg conferiu a distinção para 268 pessoas.